# 1072 (عدد)
1072 هو عدد صحيح، يلي العدد 1071 وويسبق العدد 1073.

## في الرياضيات

### خصائص
- عدد طبيعي.[3]
- عدد زوجي.[4][5]
- عدد موجب،[6] السالب منه هو -1072.[7]

## في التاريخ
- 1072 هـ هي سنة في التقويم الهجري.
- هي سنة 1072 م في التقويم الميلادي.

## وصلات خارجية
الأعداد الصاتمة، ديوان اللغة العربية.